# Валари (Горж)
Валари (рум. Vălari) насеље је у Румунији у округу Горж у општини Станешти. Oпштина се налази на надморској висини од 438 m.

## Становништво
Према подацима из 2002. године у насељу је живело 163 становника, од којих су сви румунске националности.